# Gunnar Greiber
Gunnar Fredrik Greiber, född 1919 i Stockholm, död 2011 i Stockholm, var en svensk målare. 
Greiber började teckna redan som barn och var som konstnär självlärd men tog intryck från tidigare och samtida konstnärer. Han debuterade i en utställning på Modern konst i hemmiljö i Stockholm 1959 och hade därefter flera framgångsrika utställningar i Stockholm på 1960- och 1970-talet bland annat på Liljevalchs Stockholmssalong 1962-1965, Moderna museets vandringsutställning Konst i skolan 1963, och på Sveagalleriet, 1968, 1971 och 1980. Hans konst består av schackrutemönstrade oljemålningar med fåglar, blommor och kvinnor. Vid sidan av sitt eget skapande ledde han konstkurser i Grängsjö. Han ville skapa en debatt om vad konst är värd och annonserade 2004 ut en sina tavlor för tio miljoner kronor bara för att kunna höra reaktionen bland folket om konstens värde. Christer Fällman skrev 1990 boken Målaren som kom på fel tåg som tar upp Greibers konstnärskap och liv. Greiber är representerad vid Moderna museet, Västerås konstmuseum, Sundsvalls museum, Östersunds museum och Hudiksvalls museum. På Hälsinglands museum visades ett urval av hans konst med kvadratiska målningar vid en minnesutställning 2016.